# Элисондо, Умберто
Умберто Элисондо (исп. Humberto Leiser Elizondo Kaufman; 19 июля 1947, Сальтильо, Коауила, Мексика) — мексиканский актёр и боксёр, внёсший  огромный вклад в развитие мексиканского кинематографа — 170 работ в кино и телесериалах. Рост — 183 сантиметра.

## Биография
Родился 19 июля 1947 года в Сальтильо (по некоторым другим данным родился в Мехико) в семье актрисы Фанни Кауфман (1924-2009). В детстве переехал в Мехико и учился в средней школе № 45 В юности начинал свою деятельность как боксёр и боролся с легендами бокса как Висенте Сальдивар и Хавьер Солис (1931-66), последний в итоге также оставил карьеру в пользу кинематографии и музыки. Ему удалось оставить карьеру из-за того, что он набирал вес и в сочетание с его огромным ростом уже не был сильным для соперников. В мексиканском кинематографе дебютировал в 1953 году, всего снялся в 150 фильмах и 20 телесериалах. В телесериалах исполнял в основном роли злодеев. Благодаря знанию английского языка, выступал также и в американских фильмах и телесериалах. Трижды номинирован на премию TVyNovelas. 

## Фильмография

### Избранные телесериалы
- 1983-87 — Команда A — Карлос.
- 1985-2007 — Женщина, случаи из реальной жизни
- 1988 — Новый рассвет — Анибал.
- 1994-96 — Розовые шнурки — Томас.
- 1998 — Узурпаторша — Сильвано Пинья.
- 2000-01 —
  - Личико ангела — Саломон Альварадо.
  - Обними меня крепче — Берналь Ороско.
- 2002 — Между любовью и ненавистью — Доктор Ортега.
- 2005 — Наперекор судьбе — Куньонес.
- 2007 — Гроза в раю
- 2008 — 
  - Благородные мошенники
  - Завтра — это навсегда — Дон Агустин Асторга.
- 2009 — Братья-детективы — Комиссар Серрано.
- 2009-12 — Мы все к чему-то привязаны
- 2011-н. в. — Как говорится — Дон Антонио.
- 2015 — Просто Мария — Адольфо.

### Избранные фильмы
- 1989 — Лицензия на убийство — ассистент отеля.
- 1998 — Маска Зорро — Дон Хулио.